# ژولین بویر
ژولین بویر (انگلیسی: Julien Boyer؛ زادهٔ ۱۰ آوریل ۱۹۹۸) بازیکن فوتبال اهل فرانسه است.